# Stařeč
Stařeč (rod ženský, 2. pád Starče, 3. pád a 6. pád Starči, německy Startsch, původně Starč, ještě dříve Staříč i Stařice, odvozeno od podstatného jména Stárek) je městys v okrese Třebíč. Současná podoba názvu obce Stařeč má úřední platnost od 18. března 1925.  
Leží v těsné blízkosti západního okraje třebíčské místní části Borovina. Žije zde přibližně 1 700 obyvatel. Nadmořská výška obce je 455 metrů nad mořem. Obec je podřízená obci s rozšířenou působností Třebíč. Obec je součástí geomorfologického celku Stařečská pahorkatina, nedaleko obce se nachází i Zadní hora.
Starčí protéká Stařečský potok a prochází jí silnice II/410. Západně od Starče leží při silnici nádraží Stařeč s železniční tratí Okříšky–Znojmo. Severně od Starče se nachází přičleněná vesnice Červená Hospoda a jihovýchodně Kracovice.
Sousedními obcemi sídla jsou Čechočovice, Třebíč, Rokytnice nad Rokytnou, Krahulov, Mastník a Markvartice.

## Geografie
Ze západu na východ přes severní část území obce prochází přes osadu Červená Lhota ze Štěměch do Třebíče silnice I/23, ze západu na východ přes území obce prochází také silnice II/410 z Rokytnice nad Rokytnou do Boroviny, která je částí Třebíče, ze silnice I/23 pak na západ vychází i silnice II/405. Ze zastavěného území obce vychází severně silnice do části obce a osady Červená Hospoda, kde zaúsťuje do I/23, severně pak z této křižovatky vychází silnice do Řípova, což je část města Třebíče. Východně ze zastavěného území obce vychází silnice do části obce a osady Kracovice, dál pak pokračuje užitková cesta do části města Třebíče, do Horky-Domků. Jižně ze zastavěného území obce pak vychází silnice do Mastníka. Ze silnice II/410 pak na západním okraji území vychází severně silnice do Čechočovic a jižně k železničnímu nádraží Stařeč, jižně pak vede silnice přes Horní horu ke Kojeticím. Ze silnice I/23 pak na západ vychází silnice k železničnímu nádraží Krahulov, z ní pak podél hranice území obce vede silnice k samotě Parný mlýn. Z Červené Hospody pak vychází na západ silnice do Krahulova, z té pak severně vede silnice k Palečkovu mlýnu. Podél jižní hranice území obce vede kousek silnice z Mastníka do Kojetic. V zastavěném území obce je rozsáhlá uliční síť s pojmenovanými ulicemi. Přes severní okraj území obce vede železniční trať Brno–Jihlava, na území obce však neleží žádná zastávka, těsně za hranicí území obce se nachází zastávka Krahulov, dále se nachází zastávka Třebíč-Borovina. Přes západní část území obce prochází železniční trať Okříšky–Znojmo, západně od zastavěného území obce se pod Zadní horou a nedaleko Čechočovic nachází železniční nádraží Stařeč. Přes území obce prochází cyklostezky 5212, 5217, 5103 a cyklostezka spojující Borovinu a Stařeč. Přes území obce prochází také modrá, zelená a žlutá turistická trasa, žlutá je součástí Třebíčského okruhu. 
Velká část území obce je využívána zemědělsky, primárně je zemědělsky využívána východní, jižní a severní část území obce, západní okraj území obce je naopak kopcovitý a zalesněný, bohužel však byl značně poškozen kůrovcovou kalamitou. Východní okraj území obce je zalesněn jen na svahu jižně od Borovinského rybníka a pak i dál ve svahu údolí Stařečského potoka. Na jižním okraji zastavěného území obce se nachází areál JZD, nedaleko také pila, na severním okraji zastavěného území obce se nachází průmyslový areál a na západním okraji zastavěného území obce se nachází dráha pro RC modely. Na severozápadním okraji území obce u železniční tratě se nachází Třebíčské uhelné sklady a velký průmyslový areál. Další průmyslový areál se nachází u osady Červená Hospoda na severním okraji území obce. Průmyslový areál se nachází i železničního nádraží Stařeč.
Asi 8 km západně od území obce pramení u Heraltic Stařečský potok, ten přitéká na severním okraji území obce, protéká přes Pastvištní rybník a poblíž Pastvištního mlýna, na západním okraji zastavěného území obce protéká přes koupaliště Stařeč, pak protéká přes zastavěné území obce a na jeho východním okraji přijímá tok dvou nepojmenovaných potoků, dále po toku se do Stařečského potoka vlévá další nepojmenovaný potok tekoucí od Mastníka a dále pak nepojmenovaný potok, který teče od Pekelného kopce a protéká přes Kracovice a tvoří rybníky Kacíř, Fučík, Vesník a Žabka, pak teče údolím a říční nivou a následně ústí těsně za hranicí území obce do Borovinského rybníka a pak asi po 3 km ústí v Třebíči do řeky Jihlavy. Část západní hranice území obce tvoří Široký potok, ten pramení u hájenky nedaleko Rokytnice nad Rokytnou a pak těsně za hranicí území obce ústí do řeky Rokytná. Západně od zastavěného území obce se nachází Vostalův rybníček a rybník Kryšpín. Na východním okraji zastavěného území obce se nachází Králíkův rybník. 
Území obce je poměrně různorodé a kopcovité, nejnižší oblast se nachází v údolí a nivě Stařečského potoka na východním okraji území obce, tam dosahuje nadmořské výšky asi 425 metrů nad mořem, nejvyšším bodem je Zadní hora na západním okraji území obce, ta dosahuje 634 metrů nad mořem. Západní zalesněná část území je výrazně výše, než zbytek území, nachází se tam zmíněná Zadní hora a pak také Horní hora (583 m), mezi těmito vrcholy probíhá malý hřeben. Území se směrem na východ postupně snižuje a severovýchodně od osady Kracovice se nachází kopec Na Kopci (521 m). Těsně za jižní hranicí území obce se nachází vrcholy Kání hora (570 m) a Pekelný kopec (572 m) s rozhlednou.
Zastavěné území obce se nachází ve východní části území obce, je poměrně velké s rozlehlou uliční sítí, je rozděleno Stařečským potokem na západní a východní část. Nad říční nivou je nová část Niva, nové domy se staví i na severním okraji zastavěného území obce. Na východním okraji území obce se nachází osada a část obce Kracovice, na severním okraji území obce pak osada Červená Hospoda. Západně od zastavěného území obce se u Pastvištního rybníka nachází samota Pastvištní mlýn. Těsně za západní hranicí území obce se nachází zastavěné území obce Čechočovice. Domy se nachází i u železničního nádraží Stařeč. U západní hranice území obce se nachází hájenka.
Na severním okraji zastavěného území obce se nachází dráha pro RC modely, v centru zastavěného území obce se nachází strom republiky a kostel sv. Jakuba. Pod Zadní horou se nachází výklenková kaple.

## Historie
První zmínka o Starči (Starice) je již v zakládací listině třebíčského kláštera z roku 1101, roku 1231 měla být farnost svěřena patronátu kostelu svatého Petra v Brně, potvrzeno je to roku 1331, kdy král Jan Lucemburský sdělil přání, aby desátky z farnosti byly odváděny právě kostelu svatého Petra. V roce 1231 již měl být postaven kostel svatého Jakuba. Stařeč pak byla zastavena Bohušovi z Holoubka, od roku 1340 je uváděn jako Bohuš ze Starče. Markrabě Karel se pokusil po sporech s Bohušem prostřednictvím Smila z Lichtenburka vyplatit Stařeč, Brtnici a Rouchovany, ale to se mu roku 1343 nepovedlo a tak majitelem těchto vesnic zůstal Bohuš ze Starče. Až Jan Jindřich kolem roku 1370 zakoupil Rokštejn a připojil k němu vesnice Stařeč, Slavice, Římov, Okříšky, Číchov, Petrovice, Jestřebí, Přibyslavice, Čáslavice, Dolní Smrčné, Lhotu, Ruprechtice a Malé a ty odkázal pak synovi Janu Soběslavovi. Bohuš ze Starče tak byl vyplacen a zemřel v roce 1376.
Rokštejn a okolní vesnice následně po disputacích mezi sourozenci získal brzy poté Hynek z Valdštejna, který k majetku připojil i Sádek a k sádeckému panství připojil Stařeč, Slavice, Římov a Čáslavice. Valdštejnové byli majiteli vesnice do roku 1498, kdy jej získal spolu se Sádkem Vilém z Pernštejna. V roce 1534 byla Stařeč povýšena králem Ferdinandem I. na městečko. Roku 1547 vesnice téměř celá vyhořela.
V roce 1553 byl do kostela pořízen nejstarší zvon, v roce 1597 pak byla postavena věž s ciferníkem. V 16. století byla postavena budova radnice.
V roce 1620 byl Sádek pro účast Perštejnů na stavovském povstání zkonfiskován a získali jej i s panstvím Cerboniové, ti je pak roku 1677 prodali Bohumíru Wallforfovi. V roce 1662 je poprvé uveden místní učitel. V roce 1796 rod Walldorfů vymřel a panství získal František Kajetán Chorinský, ten panství vlastnil až do reforem. V roce 1754 byl kostel svatého Jakuba přestavěn do barokní podoby, do roku 1858 působila škola v budově čp. 28 a později v radnici. V roce 1883 byla postavena nová čtyřtřídní školní budova.
V letech 1805 a 1809 prošli Starčí francouzští vojáci, roku 1866 pak také pruští vojáci. V roce 1866 byla Stařeč podobně jako okolní obce zasažena epidemií úplavice, která si zde vyžádala 40 obětí. V roce 1874 byl ve vsi založen Čtenářský spolek, roku 1875 záložna a roku 1902 raiffeisenka. V roce 1904 byl ve vsi založen sbor dobrovolných hasičů. Roku 1909 byla přestavěna budova radnice a roku 1925 získala Stařeč svoje dnešní pojmenování. V roce 1938 byl v místní škole ubytován pluk německých vojáků a bylo přerušeno vyučování. Roku 1944 pak byl poprvé otevřen žňový útulek pro děti předškolního věku, v roce 1945 byla založena mateřská škola ve vsi a ta pak byla přemístěna roku 1948 do nové budovy. V roce 1998 byla škola rozšířena a po roce 2001 byla mateřská škola přesunuta do jiné budovy.
V roce 1972 byl postaven vodojem nad obcí, ten ale roku 2020 již nedostačuje a tak se plánuje stavba nového vodojemu pro městys.
Od 12. dubna 2007 byl obci vrácen status městyse.
V roce 2016 obec koupila budovu bývalé sokolovny z roku 1919 (Tělocvičná jednota Sokol byla ve Starči založena už roku 1910), zatím není jasné využití, ale dle městyse se jedná například o knihovně. v roce 2017 došlo k předání pamětní plakety potomkům vysídlených uprchlíků z Itálie, kteří se usídlili ve Starči a následně se po druhé světové válce vrátili do Itálie. Plaketa do rukou Fabiena Benuzziho byla z rukou starosty Čestmíra Linharta předána 12. listopadu 2017, tu obdržel in memoriam Tullio Benuzzi, ten se ve Starči před mnoha lety narodil.
V roce 2019 byla pro sbor dobrovolných hasičů ve Starči pořízena nová hasičská zbrojnice, ta byla slavnostně otevřena v květnu téhož roku, celkové náklady na stavbu zbrojnice dosáhly 8 milionů Kč, kdy 7 milionů získala obec z dotačních programů. Hasiči v roce 2019 slaví 115. výročí fungování v obci.
V roce 2020 vznikla petice proti vybudování sociálního bydlení v lokalitě Niva. Investorem by měl být podnikatel Michael Kralert, který z Třebíče pochází a chce vybudovat 18 bytů s dotovaným bydlením. Petiční výbor byl nazván Klidná Stařeč. Starosta na základě petice stornoval stavební povolení na stavbu bytových domů. Projekt by měl být zrealizován v roce 2023. Bylo oznámeno, že na konci února roku 2020 dojde k setkání investora a občanů obce.
V roce 2021 byl postaven městysem na místě někdejšího lihovaru (povolení k demolici objektu bylo uděleno v roce 2014) nový bytový dům s dostupným bydlením pro mladé rodiny.
Do roku 1849 patřila Stařeč do sádeckého panství, od roku 1850 patřila do okresu Jihlava, pak od roku 1855 do okresu Třebíč.

## Politika

### Seznam představitelů obce
Starostové:
- 1876–1879 Jan Václavek
- 1880–1892 František Chromý
- 1893–1908 Jakub Chromý
- 1908–1923 Jan Václavek
- 1923–1931 Jan Vostál
- 1931–1945 Jan Bartejs

Předsedové místního národního výboru:
- 1945–1946 Antonín Králík
- 1946–1960 Karel Koukal
- 1960–1961 Oldřich Bartejs
- 1961–1970 František Fučík
- 1971–1981 Bohuslav Bartejs
- 1981–1990 Karel Bohm

Starostové:
- 1990–1991 Karel Bohm
- 1991–1998 Josef Svoboda
- 1998–2006 Zdenka Černá
- 2006–2014 Čestmír Linhart
- 2014–2018 Čestmír Linhart
- 2018–2022 Čestmír Linhart

### Volby do Poslanecké sněmovny
|       | 2006                 | 2010                 | 2013                 | 2017                 | 2021                 |
| ----- | -------------------- | -------------------- | -------------------- | -------------------- | -------------------- |
| 1.    | ODS (37,05 %)        | ODS (23,73 %)        | ANO 2011 (21,52 %)   | ANO (29,48 %)        | SPOLU (29,04 %)      |
| 2.    | ČSSD (34,73 %)       | ČSSD (21,08 %)       | ČSSD (20,46 %)       | SPD (12,57 %)        | ANO (26,72 %)        |
| 3.    | KSČM (12,5 %)        | TOP 09 (19,51 %)     | KSČM (13,8 %)        | ODS (12,0 %)         | SPD (13,25 %)        |
| účast | 71,19 % (906 z 1274) | 64,98 % (831 z 1282) | 67,03 % (862 z 1286) | 67,43 % (880 z 1305) | 73,61 % (990 z 1345) |

### Volby do krajského zastupitelstva
|      | 1.                            | 2.                       | 3.                   | účast                |
| ---- | ----------------------------- | ------------------------ | -------------------- | -------------------- |
| 2000 | Prosperita Vysočiny (45,79 %) | ODS (13,27 %)            | KSČM (13,05 %)       | 42,26 % (478 z 1131) |
| 2004 | ODS (33,87 %)                 | KSČM (19,35 %)           | SNK (15,86 %)        | 30,29 % (375 z 1238) |
| 2008 | ČSSD (34,06 %)                | ODS (27,88 %)            | KSČM (12,15 %)       | 39,21 % (504 z 1288) |
| 2012 | ČSSD (24,52 %)                | Pro Vysočinu (15,71 %)   | KSČM (14,76 %)       | 35,04 % (453 z 1310) |
| 2016 | STO (26,02 %)                 | ANO 2011 (13,93 %)       | ČSSD (10,86 %)       | 37,37 % (491 z 1314) |
| 2020 | ODS+STO (23,15 %)             | ANO (18,94 %)            | Piráti (15,61 %)     | 43,21 % (579 z 1340) |
| 2024 | ANO (39,67 %)                 | ODS+TOP 09+STO (24,94 %) | STAN+SNK ED (9,81 %) | 36,66 % (496 z 1361) |

### Prezidentské volby
V prvním kole prezidentských voleb v roce 2013 první místo obsadil Miloš Zeman (250 hlasů), druhé místo obsadil Karel Schwarzenberg (199 hlasů) a třetí místo obsadil Jiří Dienstbier (135 hlasů). Volební účast byla 67,10 %, tj. 881 ze 1313 oprávněných voličů. V druhém kole prezidentských voleb v roce 2013 první místo obsadil Miloš Zeman (508 hlasů) a druhé místo obsadil Karel Schwarzenberg (343 hlasů). Volební účast byla 65,75 %, tj. 855 ze 1302 oprávněných voličů.
V prvním kole prezidentských voleb v roce 2018 první místo obsadil Miloš Zeman (379 hlasů), druhé místo obsadil Jiří Drahoš (216 hlasů) a třetí místo obsadil Pavel Fischer (91 hlasů). Volební účast byla 69,13 %, tj. 909 ze 1315 oprávněných voličů. V druhém kole prezidentských voleb v roce 2018 první místo obsadil Miloš Zeman (543 hlasů) a druhé místo obsadil Jiří Drahoš (416 hlasů). Volební účast byla 74,13 %, tj. 960 ze 1295 oprávněných voličů.
V prvním kole prezidentských voleb v roce 2023 první místo obsadil Andrej Babiš (353 hlasů), druhé místo obsadil Petr Pavel (325 hlasů) a třetí místo obsadila Danuše Nerudová (140 hlasů). Volební účast byla 76,28 %, tj. 1010 ze 1324 oprávněných voličů. V druhém kole prezidentských voleb v roce 2023 první místo obsadil Petr Pavel (565 hlasů) a druhé místo obsadil Andrej Babiš (440 hlasů). Volební účast byla 76,65 %, tj. 1006 ze 1315 oprávněných voličů.

## Samospráva a členění

### Části městyse
- Stařeč (včetně ZSJ a osady Červená Hospoda)
- Kracovice

## Demografie
| Rok            | 1869 | 1880  | 1890  | 1900  | 1910  | 1921  | 1930  | 1950  | 1961  | 1970  | 1980  | 1991  | 2001  | 2007  |
| -------------- | ---- | ----- | ----- | ----- | ----- | ----- | ----- | ----- | ----- | ----- | ----- | ----- | ----- | ----- |
| Počet obyvatel | 906  | 1 032 | 1 081 | 1 232 | 1 381 | 1 316 | 1 455 | 1 450 | 1 528 | 1 495 | 1 417 | 1 354 | 1 427 | 1 625 |

### Náboženství
Fara ve Starči je poměrně stará. Roku 1311 se připomíná farář. Roku 1331 dal král Jan Lucemburský patronátní právo fary brněnské kapitule. Roku 1346 je zmíněn farář Cizkraj na listině, kterou Beneš z Budče daroval patronát fary v Budči klášteru v Pustiměři. Po majetkových změnách měla připadnout zdejší fara do rukou místních pánů. V době těchto změn panovalo ve Starči i kališnictví či luteránství.

## Pamětihodnosti

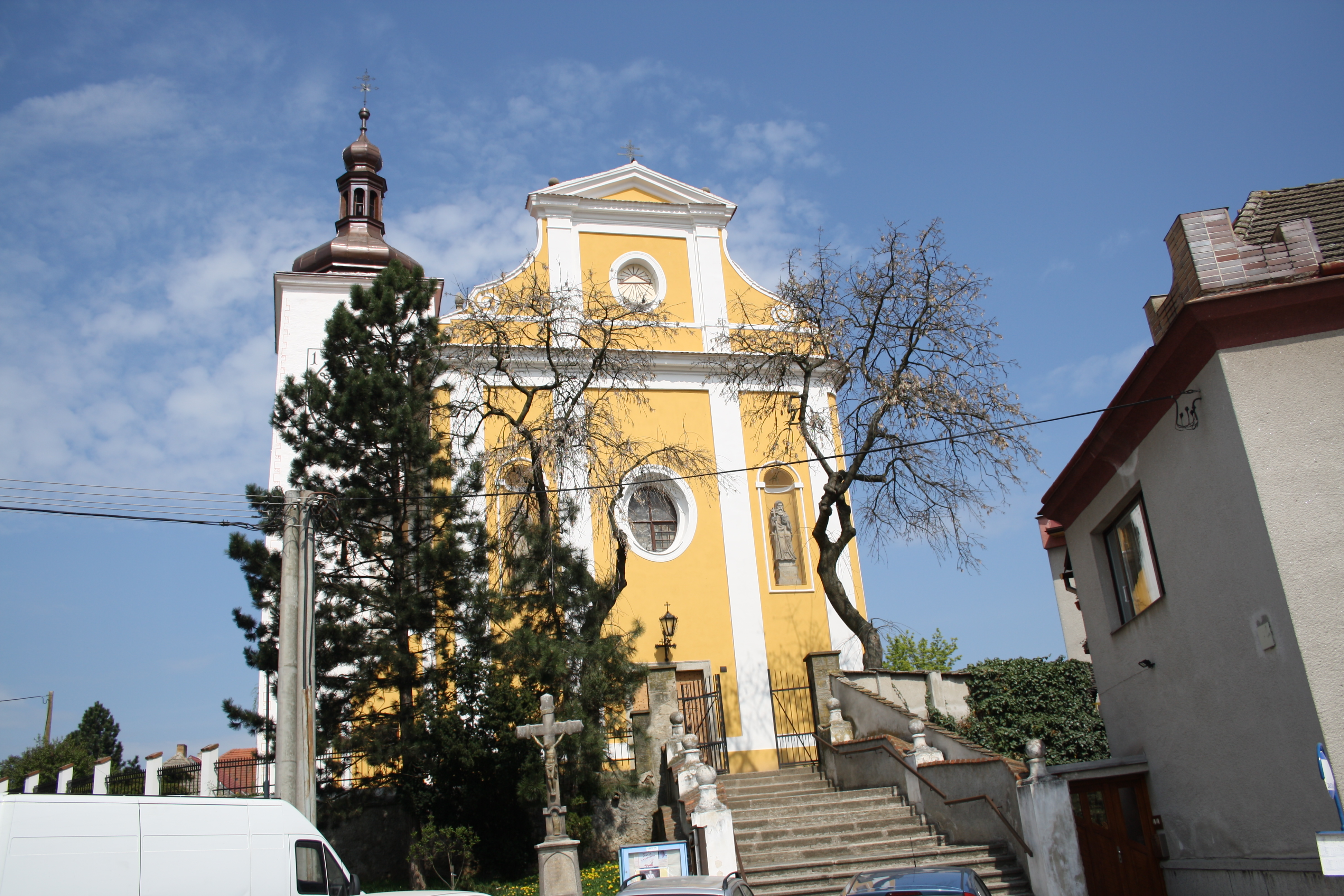
Kostel sv. Jakuba staršího

### Kostel svatého Jakuba Staršího
Kostel svatého Jakuba Staršího se nachází na mírně vyvýšeném místě na stejnojmenném náměstí v centru obce. Celá stavba byla přestavěna v barokním slohu, z tohoto období pochází až na výjimky většina zařízení kostela, takže z původní starší stavby zůstala pouze mohutná čtyřhranná věž. V interiéru se nachází hlavní oltář svatého Jakuba a další tři postranní oltáře, na kůru v jižní části jsou umístěny varhany z roku 1897. V kostelní dlažbě pak jsou usazeny tři náhrobní kameny úředníků ze Sádku. Na věži je po několikerém restaurování patrný historický ciferník z roku 1597, který je atypický čtyřiadvacetihodinovým zobrazením.

### Další pamětihodnosti
- Sochy svatého Jana Nepomuckého (socha byla 1. ledna 2019 poškozena při dopravní nehodě, byla sražena do potoka, poškozena byla hlava figury a kříž[38]) a bl. Jana Sarkandra – obě jsou památkově chráněné.
- Fara

V roce 2022 byl na místě původního svatého obrázku sv. Josefa umístěn nový obraz svatého Josefa, jeho autorkou je místní malířka Helena Pražáková.

## Kultura

### Sport
- Tělovýchovná jednota Sokol – ČOS Stařeč
- Oddíly kopané, ledního hokeje, tenisu, nohejbalu, stolního tenisu, volejbalu

### Školství
Základní škola a Mateřská škola Stařeč se v roce 2022 skládá ze čtyř částí.
První částí je základní škola s prvním až pátým ročníkem, tedy prvním stupněm, základního vzdělávání. V každém ročníku je otevřena jedna třída a celková kapacita školy nepřesahuje 110 žáků. Ve školním roce 2011/2012 tyto třídy navštěvovalo celkem 100 žáků. Budova základní školy se nachází na Jakubském náměstí čp. 56. Základní škola využívá při výuce vlastní školní vzdělávací plán pojmenovaný Zvídavá a tvořivá škola. V rámci něj je vyučován cizí jazyk – angličtina – až od třetího ročníku – v ostatních školách běžně od druhého ročníku.
V ulici Horní čp. 3 sídlí mateřská škola, která se skládá ze čtyř tříd s celkovou kapacitou 74 dětí. Ve školním roce 2011/2012 byla tato kapacita zcela naplněna.
Doplňující funkci má školní družina při základní škole, která sídlí rovněž v její budově. Dělí se do dvou oddělení. Ve školním roce 2011/2012 byla obě oddělení zcela naplněna, navštěvovalo je dohromady 50 žáků. Školní družina má za cíl nabízet dětem rovněž zájmové aktivity a kroužky či další aktivity, kterých se mohou účastnit i jejich rodiče. Školní vzdělávací program školní družiny je postaven na tematických měsíčních celcích.
Pro přípravu pokrmů škole a školce pak funguje školní jídelna se sídlem v budově základní školy.

### Kulturní akce
- Místo setkání rockových kapel 70. a 80. let 20. století (Sokolské hřiště) – první ročník konání 1999
- Víceúčelová hala (rok otevření 2008)
- Každoroční akce pro děti s názvem Pohádková cesta
- Každoroční vánoční trhy

## Doprava

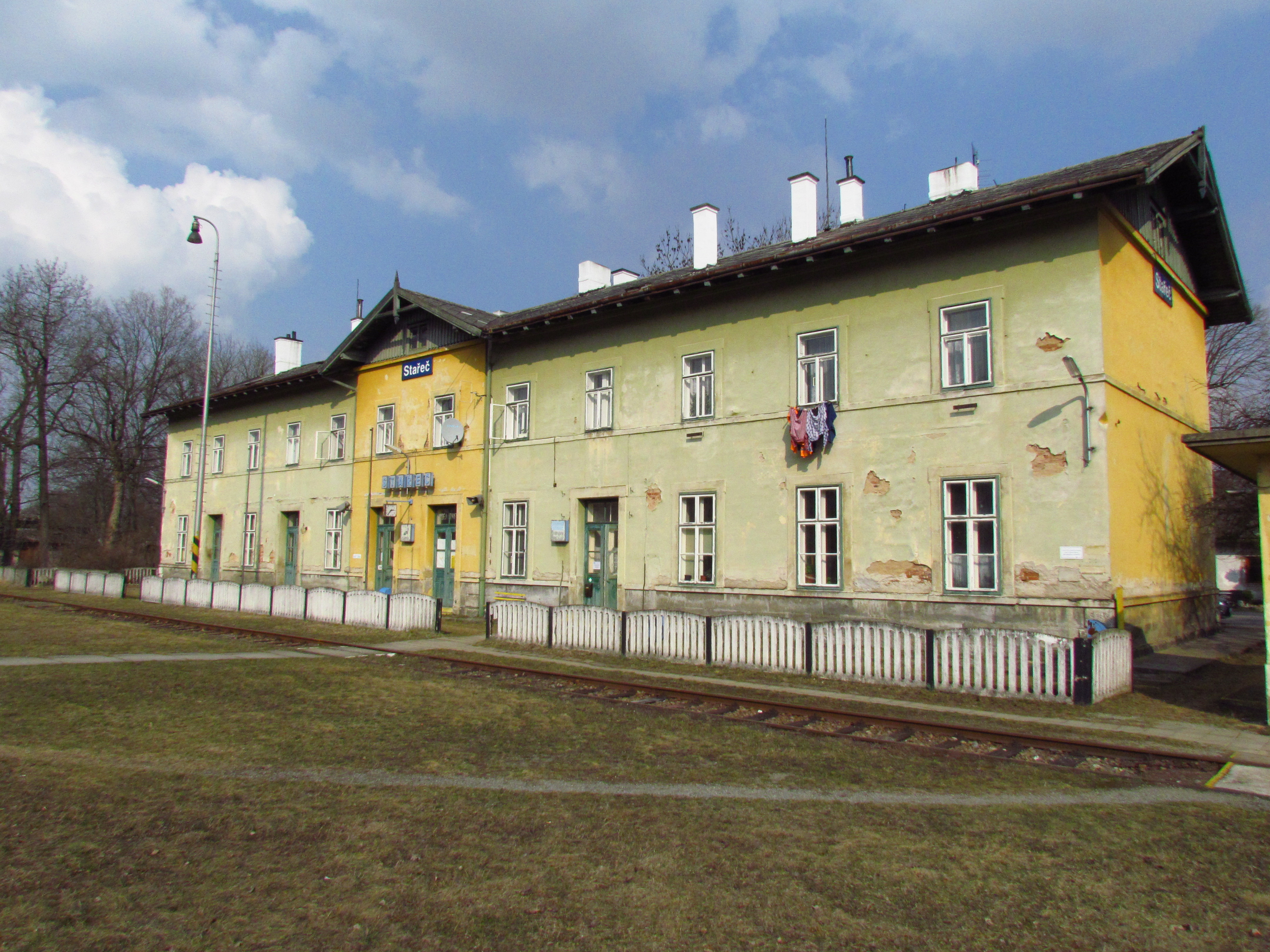
Nádraží Stařeč

Nedaleko obce je umístěno železniční nádraží Stařeč, kterým probíhá železniční trať č. 241. Obcí prochází cyklistická trasa 5212.

## Osobnosti
- František Dlouhý (1911–2000), malíř, grafik a scénograf
- Leopold Joura (1907–1962), geograf, docent, překladatel z albánštiny, redaktor, pedagog
- Bernard Grün (1901–1972), hudební skladatel
- Jindřich Klusák (1892–1967), voják
- Milan Klusák (1923–1992), diplomat, profesor, ministr kultury
- Milan Kratochvíl (1924–2022), chemik
- doc. Ing. Zdeněk Matějka, DrSc. (* 1935), architekt, projektant a vědecký pracovník[41]
- František Muška (1892–1942), manažer
- František Pernička (1948–2010), fyzik, čestný občan Starče
- Bedřich Václavek, entomolog (znalec rodu sekáčů)
- Adam Rohony (* 1998), rapper, fotbalista[42]

## Fotogalerie

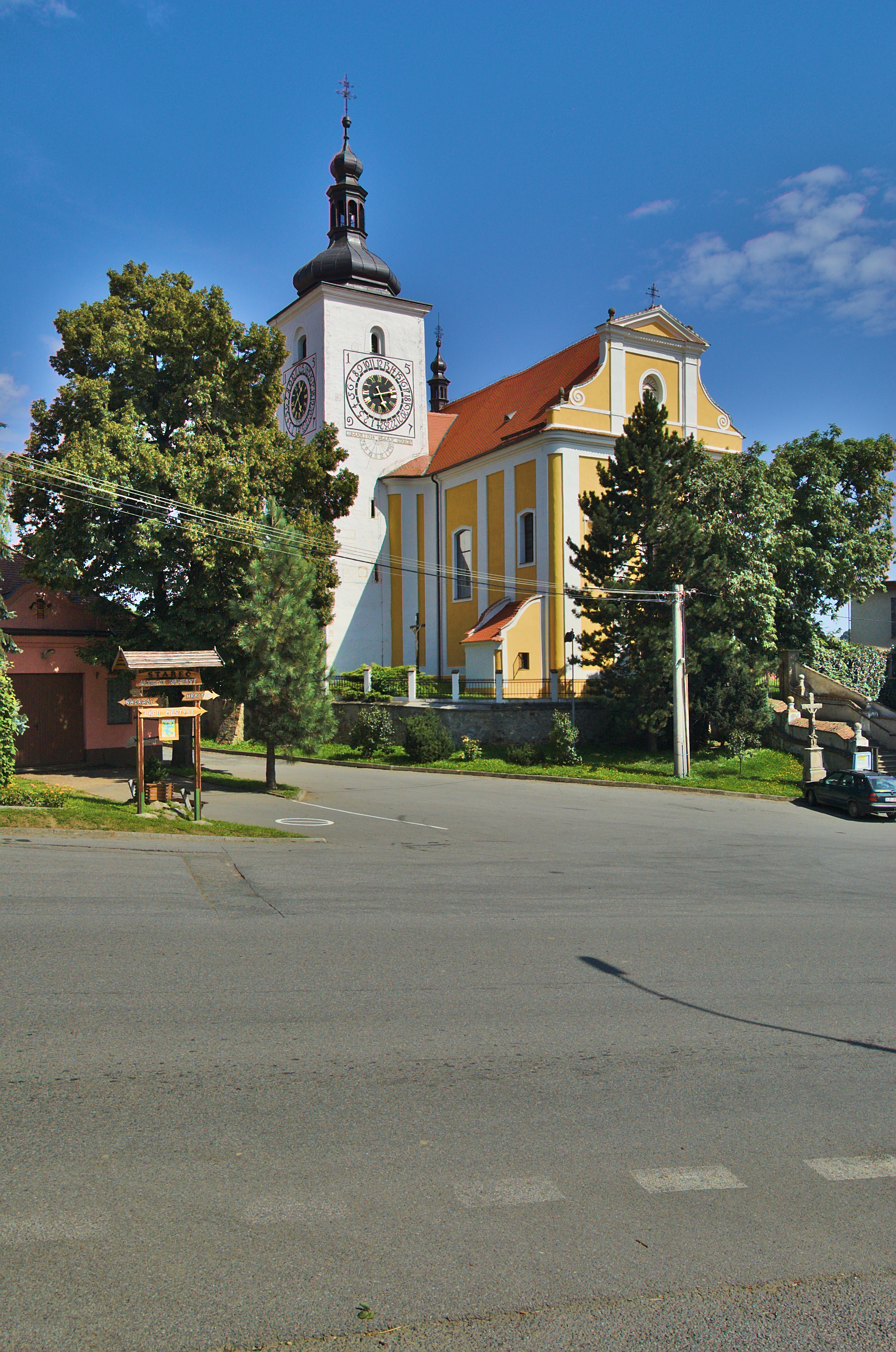
Kostel svatého Jakuba Staršího
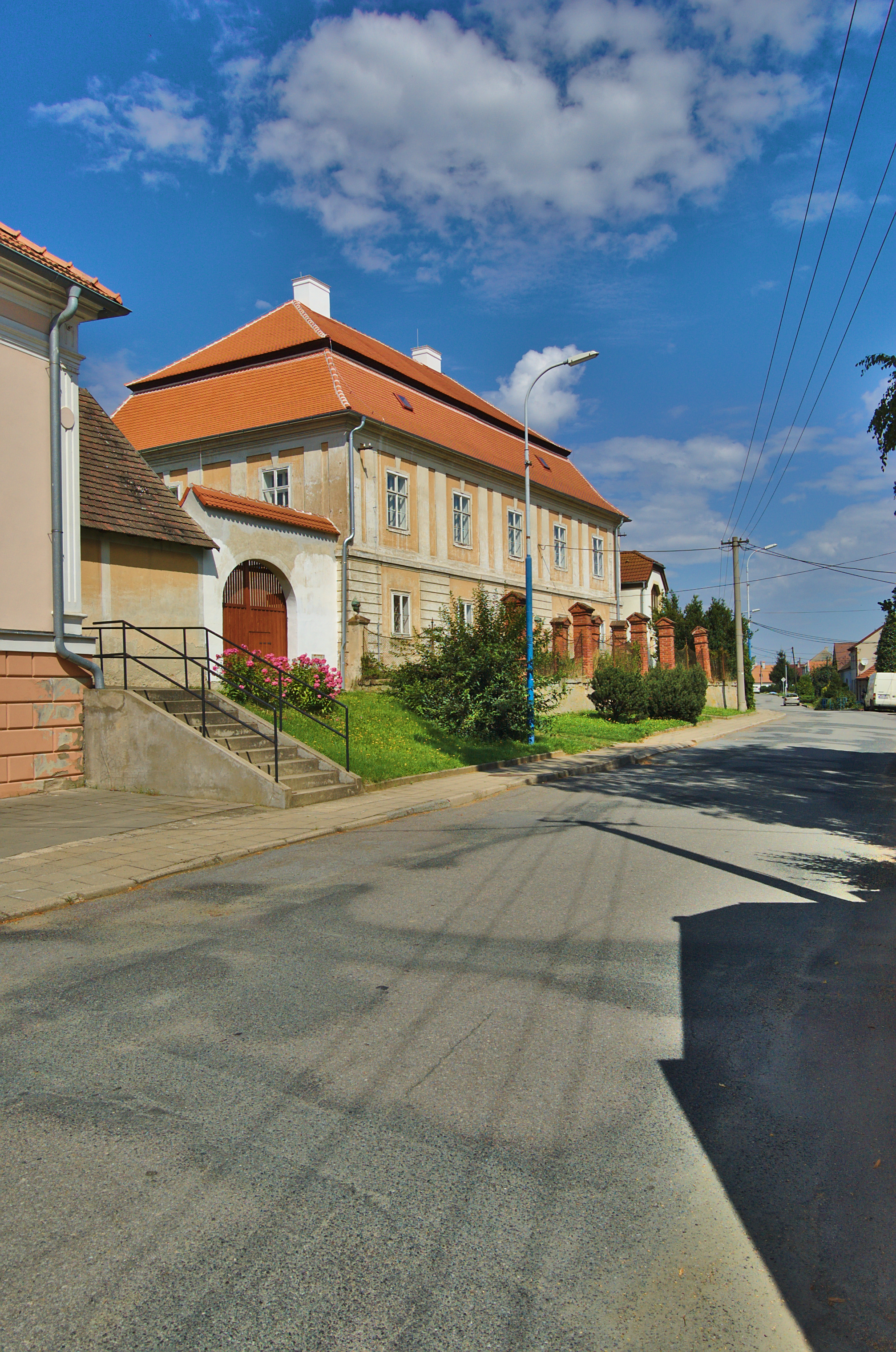
Fara
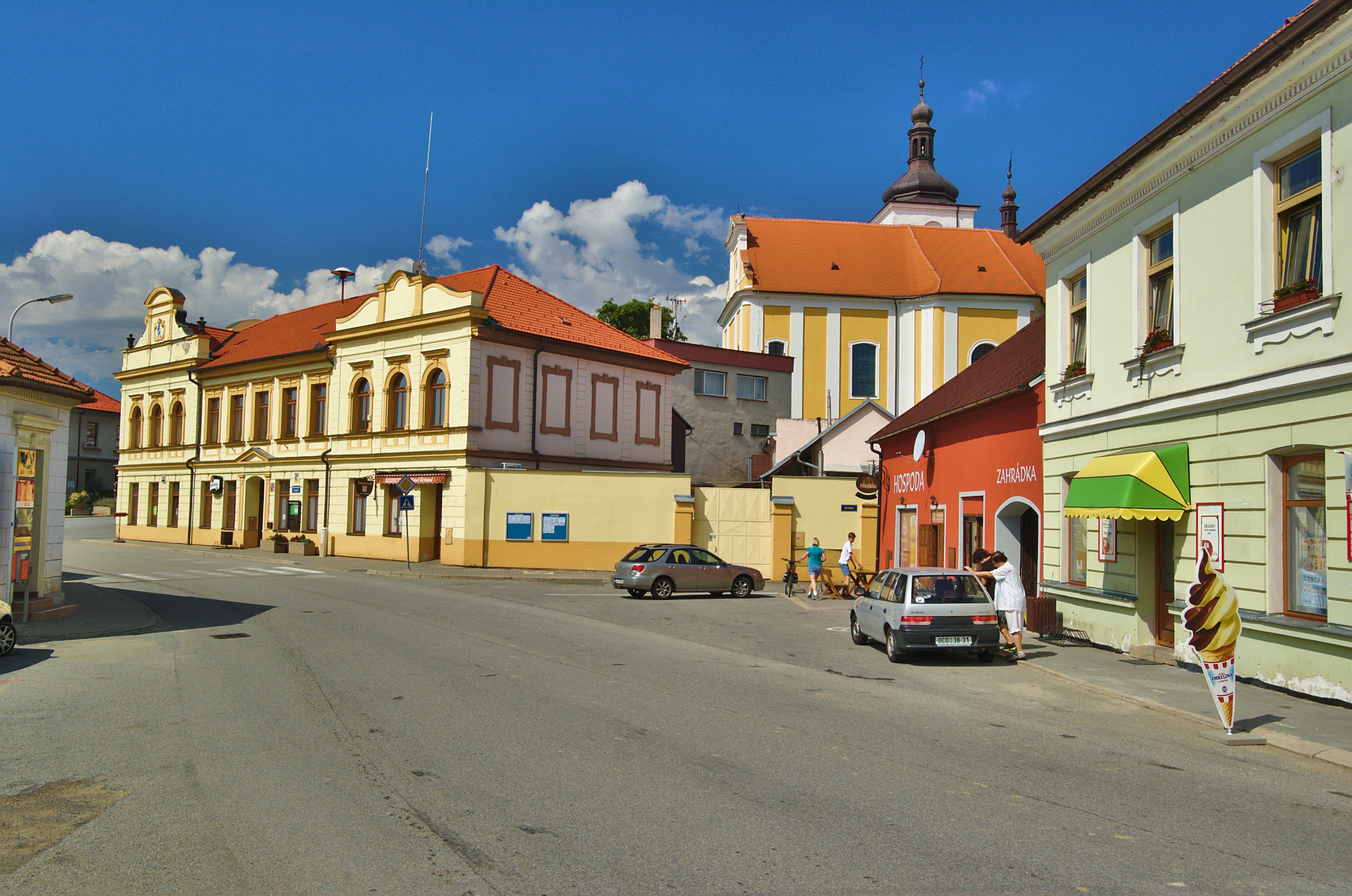
Obecní úřad